# Liste der Bodendenkmäler in Hollstadt
Auf dieser Seite sind die Bodendenkmäler in der unterfränkischen Gemeinde Hollstadt zusammengestellt. Diese Tabelle ist eine Teilliste der Liste der Bodendenkmäler in Bayern. Grundlage ist die Bayerische Denkmalliste, die auf Basis des Bayerischen Denkmalschutzgesetzes vom 1. Oktober 1973 erstmals erstellt wurde und seither durch das Bayerische Landesamt für Denkmalpflege geführt wird. Die folgenden Angaben ersetzen nicht die rechtsverbindliche Auskunft der Denkmalschutzbehörde.

## Bodendenkmäler in Hollstadt
| Lage       | Objekt                                                                                     | Akten-Nr.     | Bild |
| ---------- | ------------------------------------------------------------------------------------------ | ------------- | ---- |
| (Standort) | Siedlung der Linearbandkeramik.                                                            | D-6-5627-0025 |      |
| (Standort) | Bestattungsplatz mit Grabhügeln vorgeschichtlicher Zeitstellung mit Bestattungen           | D-6-5627-0034 |      |
| (Standort) | Mittelalterlicher Burgstall.                                                               | D-6-5627-0035 |      |
| (Standort) | Siedlung der Linearbandkeramik, des Jungneolithikums und der Hallstattzeit.                | D-6-5627-0036 |      |
| (Standort) | Siedlung vorgeschichtlicher Zeitstellung.                                                  | D-6-5627-0072 |      |
| (Standort) | Siedlung vor- und frühgeschichtlicher Zeitstellung.                                        | D-6-5627-0075 |      |
| (Standort) | Siedlung der Linearbandkeramik und des Mittelneolithikums.                                 | D-6-5627-0085 |      |
| (Standort) | Siedlung der Hallstattzeit.                                                                | D-6-5627-0086 |      |
| (Standort) | Siedlung der Urnenfelderzeit.                                                              | D-6-5627-0087 |      |
| (Standort) | Archäologische Befunde des Mittelalters und der frühen Neuzeit im Bereich der Kath. Kirche | D-6-5627-0159 |      |
| (Standort) | Archäologische Befunde des Mittelalters und der frühen Neuzeit                             | D-6-5627-0160 |      |
| (Standort) | Siedlung der Linearbandkeramik und mittelalterliche Wüstung Holzhausen.                    | D-6-5628-0044 |      |
| (Standort) | Bestattungsplatz mit Grabhügeln vorgeschichtlicher Zeitstellung.                           | D-6-5628-0045 |      |
| (Standort) | Siedlung der Linearbandkeramik und des Mittelneolithikums.                                 | D-6-5628-0047 |      |
| (Standort) | Bestattungsplatz mit Grabhügeln vorgeschichtlicher Zeitstellung.                           | D-6-5628-0061 |      |
| (Standort) | Siedlung der Linearbandkeramik, des Mittelneolithikums, der Hallstattzeit                  | D-6-5628-0082 |      |
| (Standort) | Siedlung der Hallstatt- und jüngeren Latènezeit.                                           | D-6-5628-0096 |      |
| (Standort) | Archäologische Befunde des Mittelalters und der frühen Neuzeit im Bereich der Kath. Kirche | D-6-5628-0157 |      |
| (Standort) | Bestattungsplatz mit Grabhügeln vorgeschichtlicher Zeitstellung.                           | D-6-5628-0170 |      |